# Bangladesz na letnich igrzyskach olimpijskich
Reprezentacja Bangladeszu na letnich igrzyskach olimpijskich po raz pierwszy wystartowała podczas Igrzysk w Los Angeles w 1984 roku. Wtedy to wystartował 1 zawodnik.
Jak dotąd reprezentanci Bangladeszu nie zdobyli ani jednego medalu. Z powodu sytuacji finansowej kraju i powiązanym z nią brakiem możliwości treningów na miejscu, jak i brakiem środków na wyjazdy zagraniczne, by zdobyć kwalifikacje olimpijskie, MKOl wraz z innymi federacjami postanowił zawodnikom z Bangladeszu umożliwiać start na igrzyskach olimpijskich poprzez wręczanie tzw. dzikich kart umożliwiających start w zawodach bez uzyskania kwalifikacji.

## Klasyfikacja medalowa
| Miejsce             | Złoto | Srebro | Brąz | Razem |
| ------------------- | ----- | ------ | ---- | ----- |
| 1984 Los Angeles    | 0     | 0      | 0    | 0     |
| 1988 Seul           | 0     | 0      | 0    | 0     |
| 1992 Barcelona      | 0     | 0      | 0    | 0     |
| 1996 Atlanta        | 0     | 0      | 0    | 0     |
| 2000 Sydney         | 0     | 0      | 0    | 0     |
| 2004 Ateny          | 0     | 0      | 0    | 0     |
| 2008 Pekin          | 0     | 0      | 0    | 0     |
| 2012 Londyn         | 0     | 0      | 0    | 0     |
| 2016 Rio de Janeiro | 0     | 0      | 0    | 0     |
| 2020 Tokio          | 0     | 0      | 0    | 0     |

## Medaliści letnich igrzysk olimpijskich z Bangladeszu

### Złote medale
Brak

### Srebrne medale
Brak

### Brązowe medale
Brak